# Stout (Iowa)
Stout – miasto w Stanach Zjednoczonych, w stanie Iowa, w hrabstwie Grundy. Miejscowość liczyła w 2010 roku 224 mieszkańców.